# 生命の泉 (絵画)
『生命の泉』（せいめいのいずみ、西: La Fuente de la Gracia、英: The Fountain of Life）、または『恵みの泉と、シナゴーグに対する教会の勝利』（めぐみのいずみと、シナゴーグにたいするきょうかいのしょうり、英: The Fountain of Grace and the Triumph of the Church over the Synagogue）は1432年ごろ、板上に油彩で描かれた絵画である。制作されて以降、ほぼずっとスペインにあり、現在はマドリードのプラド美術館に所蔵されている。最近、美術館で特別展が行われた。様式と主題の点で、絵画は初期フランドル派の巨匠ヤン・ファン・エイクの『ヘントの祭壇画』(聖バーフ大聖堂、ヘント) にもとづくものであるが、署名はなく、ヤン・ファン・エイク自身の手になるものかどうかについては異なる説が提出されてきた。プラド美術館では、当時、『ヘントの祭壇画』の制作に追われていたヤン・ファン・エイクに代わって弟子の1人が制作したとみなしている。

## 背景と主題
絵画の主題は、15世紀のスペインでは特に興味のあるものでったであろう。というのは、スペインには世界最大のユダヤ人社会が存在したからである。当時、カスティーリャ地方では、キリスト教徒とユダヤ教徒の激しい神学論争が繰り広げられた。
最近、作品は、ヤン・ファン・エイクが外交使節としてイベリア半島を旅行した際、彼自身により描かれたと推測されている。しかし、技術的分析は、作品がおそらくスペインからの注文によりネーデルラントのヤン・ファン・エイクの工房で描かれたことを示唆している。
『生命の泉』は、1432年に制作されたヤンとその兄フーベルト・ファン・エイクの『ヘントの祭壇画』のいくつかの部分に非常に類似している。専門家の間では工房による作品であるという合意があるが、若い時期のヤン、兄のフーベルト、または、あまり可能性はないが、ずっと後のペトルス・クリストゥスの手に帰属する専門家もいる。
絵画は3段からなる構成になっている。左右対称の構図を水平方向に3段に区切ることで、人物の地位の格差を表してもいる。一番上段は、デイシスの場面で、神であると同時にその息子であるイエス・キリスト、聖母マリア、そして福音書記者聖ヨハネを表している。中段は天使たちの4つの集団を表し、下段には聖人たちの2つの集団がいる。右側のキリスト教徒たちは教皇と王子らに率いられ、左側のユダヤ人たちは目隠しをされた祭司に率いられている。これら2つの集団は、それぞれキリストを救世主として信じる者と信じない者を表している。
「生命の泉」は洗礼と聖餐の象徴である。上段から下段に流れ落ちる水は、「勝利した教会を照らし、シナゴーグを盲目にする」象徴として意図されている。

## 絵画
絵画は3つの水平の段、または平面で構成されており、それぞれに人物たちが配置されているテラスを表している。

### 上段のテラス
上段はデイシスの場面で、中央に父なる神がおり、両脇に聖母マリアと福音書記者聖ヨハネがいる。この部分は、『ヘントの祭壇画』の同様の場面に非常に類似している。3人の人物はすべて、垂れさがっているオリエント様式の絨毯の前に座している。

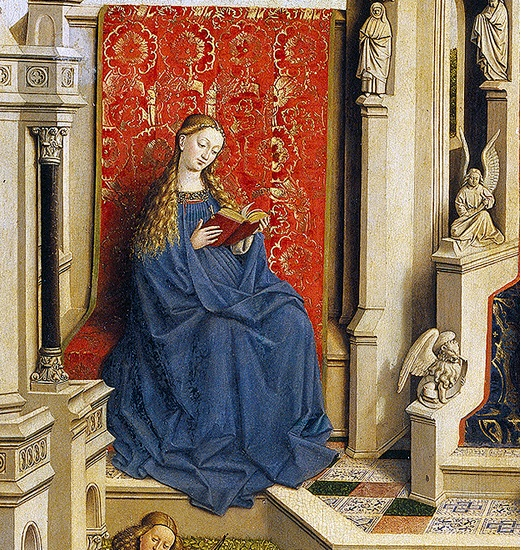
聖母マリア

神は左手に杖を持ち、祝福の仕草で右手を挙げている。彼は、高く聳える精緻なゴシック建築的枠組みの中で玉座に就いている。玉座は福音書記者たちの象徴を含んでおり、神の周囲と頭上のバルダッキーノは、彫刻のように見えるように意図して描かれた、『旧約聖書』の預言者たちのレリーフで装飾されている。神の前の壇上には子羊が座っているが、その下からは恵の水、すなわち洗礼の儀式を象徴する水が最下段のテラスにある「生命の泉」 (fountain of life) に到達すべく流れている。
聖母マリアは座して、赤い本、おそらく時祷書を読んでいる。彼女は青い外套を身に着けているが、その布の襞は非常に精緻に描かれている。金髪の髪は、結わえられずに肩の上に垂れ下がっている。『ヘントの祭壇画』の聖母マリアとは対照的に、彼女の服装は質素で、刺繍や金糸の縁どりはまったくなく、彼女の本もまたガードルブック (アクセサリーとなる携帯用書物) ではない。やはり金髪の聖ヨハネは緑色の衣服を纏い、聖なる本を執筆しながら座している。

### 中段のテラス

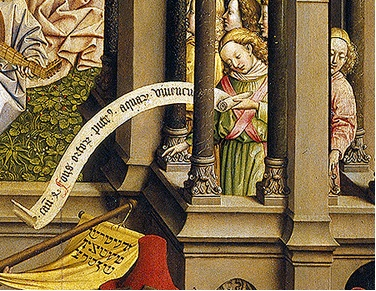
歌う天使たちを表している部分

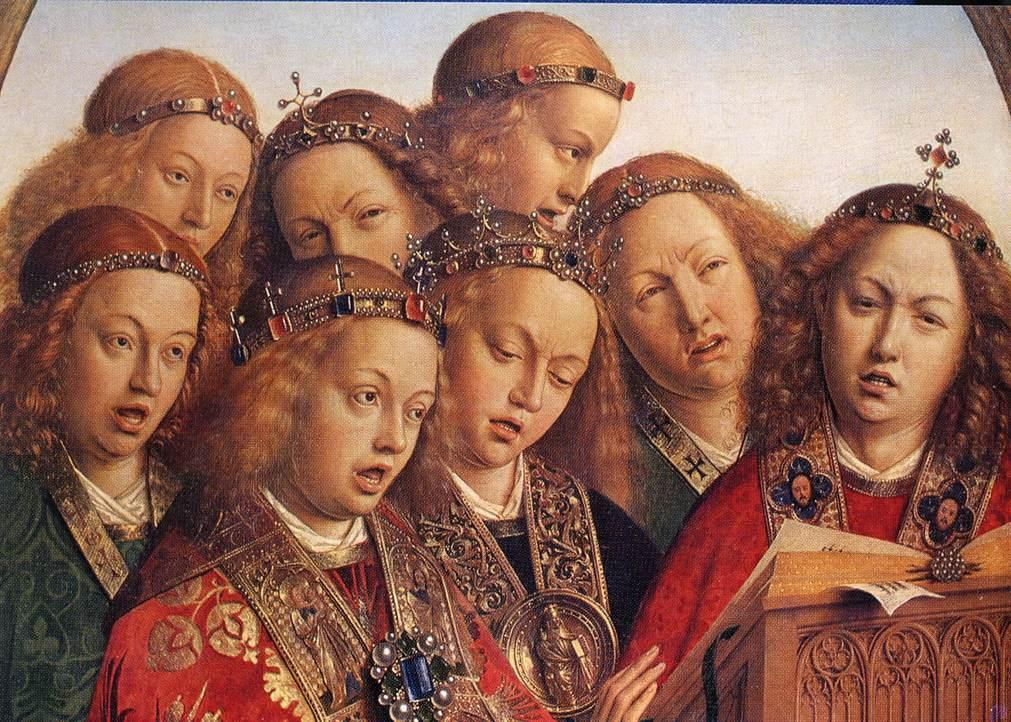
『ヘントの祭壇画』 (1432年以前) の歌う天使たち

中段は、白い衣服を纏い、草の上に座している奏楽天使たちの2つの集団を表している。歌う天使たちの合唱団は、左右両端にある塔に配置されている。この部分もまた『ヘントの祭壇画』の1つのパネルに類似している。楽器は、ハープ、一種のヴィオラ・ダ・ガンバ、リュートなどを含んでいる。

### 下段のテラス
下段は、教会のユダヤ人シナゴーグに対する勝利を表しており、キリスト教徒は聖・俗ともにその地位に応じて整然と並び、ほぼ穏やかな存在として描かれている。一方、ユダヤ教徒は無秩序で、目隠しをされ、聖体を拒み、議論を繰り広げる反抗的な存在として描かれている。キリスト教徒の旗竿がまっすぐ立っているのに対し、ユダヤ教徒のそれは折れてしまっている。「生命の泉」 (聖水台) は中央に配置され、教皇 (おそらくマルティヌス5世) 、教皇の従士団 、皇帝、様々な王子を含むキリスト教徒の集団がその左側にいる。

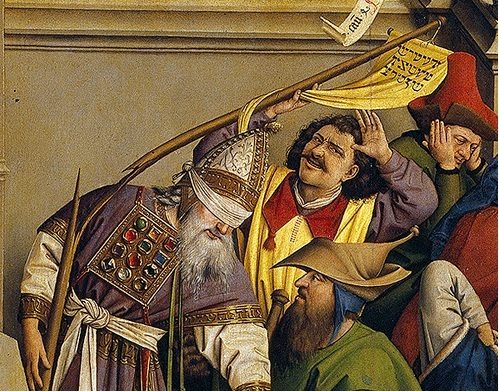
下段のテラスにいる目隠しをされた大祭司

右側には、場面から逃げているように見える「絶望しているユダヤ人」の集団がいる。この集団の左端にいるのは目隠しをされた大祭司で、それは彼がイエス・キリストの真の意義に目隠しをされた状態であることを象徴している。最前景のラビはトーラーの巻物を持っており、歴史家のノーマン・ロース (Norman Roth) によれば、そこには「ちんぷんかんぷんなヘブライ語の書き物」がある。一方、別の「ユダヤ人は、明らかにキリスト教徒と思われる人物に巻物を見せているが、その人物は巻物を見て自分の服を破いている。キリスト教徒とは対照的に、ユダヤ人たちは荘大な典礼用の帽子やバッジを身に着けていない。
ユダヤ人たちは、いろいろな横断幕、巻物、羊皮紙を持っている。それらは読めないものの、大方ヘブライ語で書かれていると判別できるが、文字には意味をなさないものもある。書き物は無秩序に配置され、人物たちの混乱を反映しており、それはより一般的にシナゴーグ内の人物たちの混乱を反映している。この状態は中段と比較されるべきもので、そこでは聖母マリアとヨハネが持っている本は彼らの膝の上にしっかりと載せられている。

## 来歴
本作の最初の記録文書は、セゴビア郊外のパラル修道院のリーブロ・べセロ (Libro becerro) にある。それによると、作品は1454年にエンリケ4世 (カスティーリャ王) から贈られたとものと記録されている。それはエンリケ4世の統治が始まった年であり、同時に修道院の建築が計画された年でもある。エンリケ4世は、父のフアン2世から絵画を相続したのかもしれない。 
その後、絵画は聖具室の壁に何世紀も掛けられていたが、1832年に修道院の還俗により取り外された。その際、画面周辺の一部が失われたが、現在、絵画は一般的によい保存状態にある。絵画は、マドリードのアトーチャ駅の反対側にあったトリニダード美術館 (集められた宗教美術品の貯蔵庫として使われた) に移された。
絵画は、1859年にジャン・ロラン (Jean Laurent) により写真撮影された。1870年、作品がプラド美術館に移された時、最初の帰属がなされ、エンリケ4世から修道院に作品が贈られた年にもとづき、制作は1454年とされた。しかし、様式的に古めかしいものであったため、正確な制作年は「1454年以前」とされるべきであった。この間違いは、続く130年間、絶え間ない混乱を招き、研究者たちは存在しないファン・エイクの工房、または弟子、追随者を特定化しようと努めることになった。 1990年代後半に、プラド美術館によって行われた年輪年代学調査により、絵画の板が伐採されたのが1418年だとされ、作品の制作年は「1428年以降」とされた。板絵に使用される木材は、平均10年間寝かされることを考慮してのことであった。プラド美術館は現在、作品の制作年を1432年ごろとしている。パラル修道院にあった間、作品は非常に大きな影響力を持ち、広く複製が制作された。そうした複製のうちの1点は、後にパレンシア聖堂に収蔵された。今日、作品はマドリードのプラド美術館に所蔵されており、2003年の作品の再考察展で主役として取り上げられた。それ以前の1957年に、作品はヨシュア・ブライン (Joshua Bruyn) の博士論文で取り上げられたが、ブラインはアムステルダム大学の美術史教授となり、レンブラント財団を設立した人物である。

## 部分

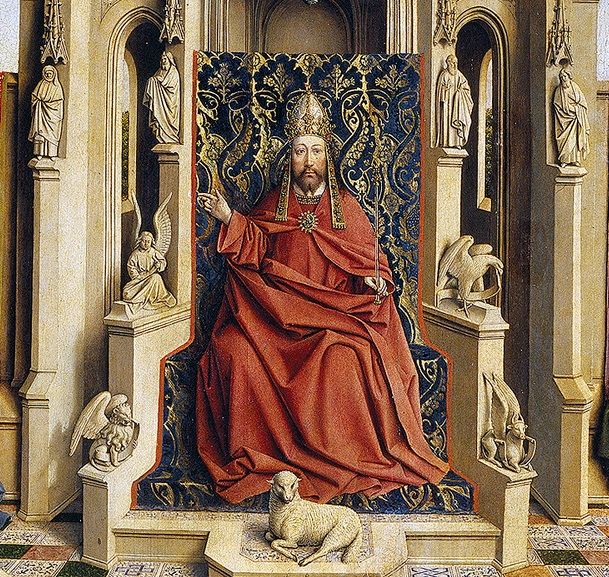
神とその前の羊
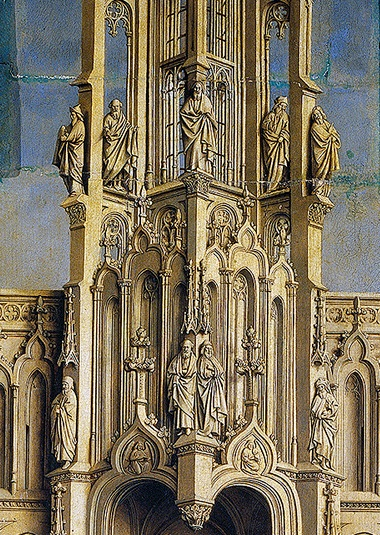
ゴシック建築
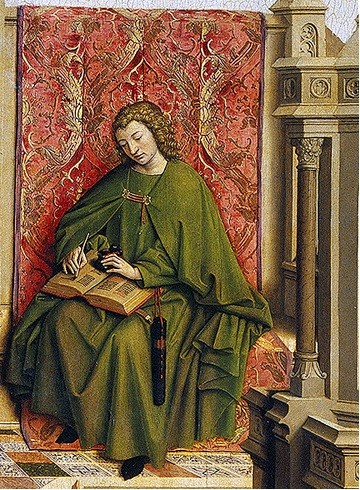
福音書記者聖ヨハネ
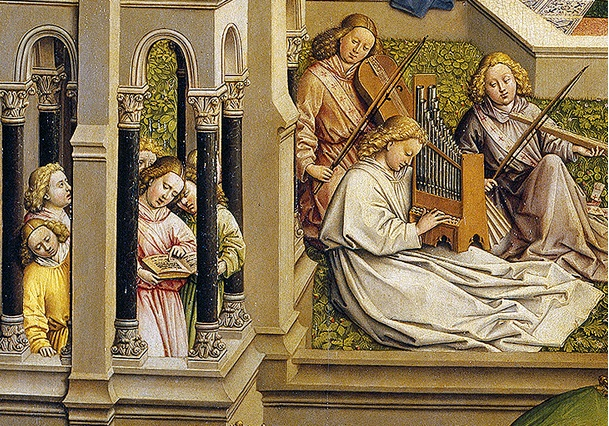
歌っているか楽器を弾いている天使たち
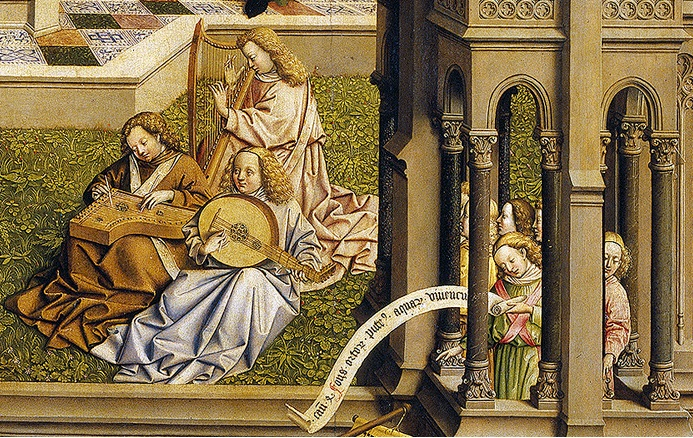
歌っているか楽器を弾いている天使たち
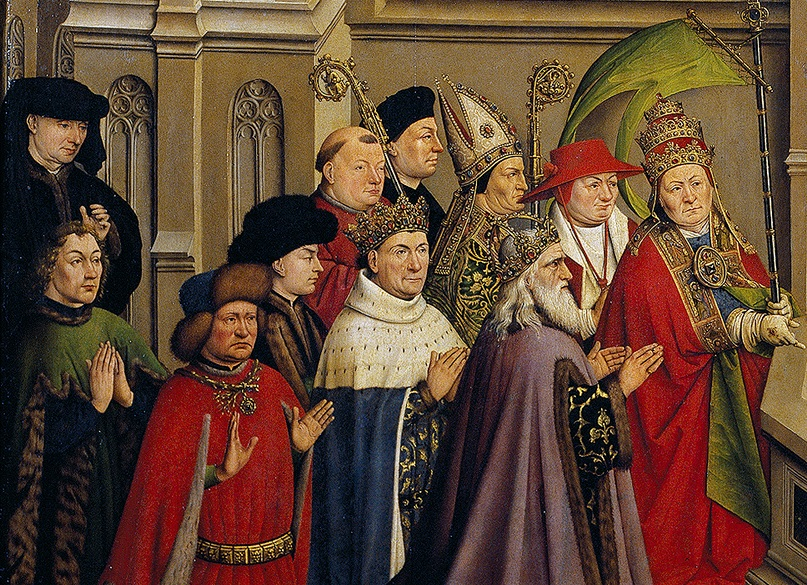
下段テラスのキリスト教徒